# Gigantodax incomitatus
Gigantodax incomitatus är en tvåvingeart som beskrevs av Peter Wolfgang Wygodzinsky och Coscaron 1989. Gigantodax incomitatus ingår i släktet Gigantodax och familjen knott.
Artens utbredningsområde är Venezuela. Inga underarter finns listade i Catalogue of Life.